# Еріноме (супутник)
Еріноме (грец. Ερινόμη) — супутник Юпітера, відомий також під назвою Юпітер XXV.

## Відкриття
Був відкритий 23 листопада 2000 року групою астрономів з Гавайського університету під керівництвом Скотта Шеппарда. Отримав тимчасове значення S/2000 J 4. В жовтні 2002 року Міжнародний астрономічний союз присвоїв супутнику офіційну назву Еріноме на честь коханої Юпітера..

## Орбіта
Супутник проходить повний оберт навколо Юпітера на відстані приблизно 23 279 000 км за 711 доби та 23 години. Орбіта має ексцентриситет 0,266. Знаходиться у групі Карме.

## Фізичні характеристики
Діаметр Еріноме приблизно 3,2 кілометрів. Оціночна густина 2,6 г/см³. Супутник складається переважно з силікатних порід. Дуже темна поверхня має альбедо 0,04. Зоряна величина дорівнює 22,8m.